# Stowlangtoft
Stowlangtoft – wieś w Anglii, w hrabstwie Suffolk, w dystrykcie Mid Suffolk. Leży 31 km na północny zachód od miasta Ipswich i 110 km na północny wschód od Londynu. Miejscowość liczy 270 mieszkańców.